# Suspended 4th
Suspended 4th（サスペンデッド・フォース）は、日本のロックバンド。略称『サスフォー』『sus4』。

## メンバー

### 現メンバー
- Kazuki Washiyama / 鷲山 和希（わしやま かずき、1995年4月21日（30歳）[1] - ） - ギター、ボーカル
10歳の頃より津軽三味線を三橋美智一[注 1]に師事しており舞台経験もあった。[2]
音楽的ルーツは「高校の時に先生に教えてもらったハードロック」と語っており[3][4]、エクストリームやMR. BIGを好んで聴いていた。
高校卒業後は甲陽音楽学院名古屋校ソングライティング科を卒業。[2]2016年からは作曲家として活動を開始した。Buxusではベースを担当(その後プロデューサー的立ち位置になるも現在HPからは名前が消えている)。
メイン楽器は65年製ストラトキャスター。
- Seiya Sawada / 澤田 誠也（さわだ せいや、1993年12月24日（31歳） - ） - ギター
ソウルミュージックはBUMP OF CHICKEN[5]。
ギタリストとしてはアベフトシ（Thee Michelle Gun Elephant）に影響を受けており、「ギターで人に衝撃を与えたい」と語っている。[4]
かつては猫を堕ろすでもギタリストを務めていたが、2019年1月を以て脱退。以降もOB扱いとして一部ライブに出演している。
メインギターは58年製レスポール・ジュニア。但し本人の私物ではなく借り物である。
- Hiromu Fukuda / 福田 裕務（ふくだ ひろむ、1994年11月3日（30歳） - ） - ベース
小学3年生でドラム、中学1年生でギターを、中学3年生の頃にベースを始める
上ちゃん（マキシマム ザ ホルモン）、フリー（Red Hot Chili Peppers）、Ikuo（BULL ZEICHEN 88）など様々なベーシストからの影響を公言しているが、中でも中村圭からの影響は強く、「彼のようなベースプレイを今でも目指している」と語っている。[4]自身のYouTubeアカウントを開設しており、Sus4の楽曲の奏法解説やゲーム実況なども行っている。
メインで使用しているのは61年製ジャズベース。
ダークグラス博士
- Kentaro Yoshimura / 吉村 建太郎（よしむら けんたろう）- ドラム   - 5代目ドラマー

2024年12月17日に名古屋 ell.FITS ALLで行われた『Suspended 4th pre.「Crossroad Jam」』より正式加入。

### 元メンバー
・Naoya Matsunaga - ドラムス
初代ドラマー
・Louis Matsushita - ドラムス
2代目ドラマー
- Dennis Lwabu / ルワブ・デニス（1999年2月11日（26歳） - ）[7] - ドラムス
3代目ドラマー
父がウガンダ人、母が日本人のハーフ。
ギターやベースも演奏できるマルチプレイヤーで、THE ODD MENではギター・ボーカルを担当している。鷲山と同じくBuxusにも参加しており、そちらでもドラムを担当。
- Riku Taira / 平 陸（たいら りく、1996年1月23日（29歳） - ） - ドラムス 4代目ドラマー
2023年2月13日に加入。同年12月をもってサポートメンバーに降格。
- Tenho Nakamura - ベース    初代ベース

## 来歴
2013年10月、澤田(Gt)と鷲山(Gt/Vo)を中心に結成。何度かメンバーチェンジを繰り返し、2017年より澤田、鷲山、福田(Ba)、デニス(Dr)の4人体制となる。
2015年のclub upsetでのライブにてdoosと初共演。ここでの共演が後の路上ライブ活動へと繋がることとなる。2016年後半より名古屋栄にて路上ライブ活動を始める。
2018年8月にはストリートミュージシャンを集めた野外フェス「Street Musician Summit」を主催。クラウドファンディングにて資金を募り、入場無料の野外フェスを成功させる。フェスではライブレコーディングを行い、その場でCDを作製し配布を行った。フェス当日に「inversion」リリース。(8/16iTunesロックアルバムチャート1位獲得。)
2019年1月21日には栄三越前にて路上ライブレコーディングを敢行。その際の音源は「20190121」と題しリリース。(初回版は1000枚限定、後に再プレス。初回版と再発版では紙ジャケットの質感が異なる。)
2019年5月後半に渡米し、ロサンゼルスにて路上ライブを敢行。帰国後、SAKAE SP-RINGに出演。なお、この出演はイベントに先駆けて行われたZIP-FM「FINDOUT」内での視聴者投票「クアトロチャレンジ」での選出によるものであった。同7月にミニアルバム『GIANTSTAMP』でPIZZA OF DEATH RECORDSよりデビューした。デビュー後にも不定期で栄三越前、希望の泉前広場にて路上ライブを行なっている。
2020年3月より新型コロナウイルスの影響で公演、路上ライブ等の活動が全てストップしたが、5月29日にyoutubeにて「streaming musician summit」を開催。
2021年も新型コロナウイルスの影響により活動は限定的であったが、suspended 4thの限定コンテンツを配信する会員制ウェブサイト「BACK YARD CLUB」を開設。ストリーミングライブを始めとした様々なコンテンツを配信している。ライブ映像のみではなく、楽曲解説やメンバーの歩んできた軌跡等ここでしか見れない“裏側”を毎月「4」がつく日に配信している。なお、4月も4日、14日、24日のみの配信である。
2022年11月4日、デニスが音楽性の違いにより2023年1月末をもって脱退することを公式ホームページにて発表した。デニス脱退後もバンドは存続し、デニスも別の形で音楽活動を続ける意向である。
2023年2月13日、新たなドラマーとして平陸が加入することを公式ホームページにて発表した。
同年12月、平陸が自身のXを通じて、今後は正式メンバーではなく、サポートドラマーとしてバンドに参加することを発表。
2024年12月17日、名古屋 ell.FITS ALLで行われた『Suspended 4th pre.「Crossroad Jam」』内で、吉村建太郎（ドラム）が正式メンバーとして加入することを発表。

## ディスコグラフィ

### 参加作品
| 発売日        | タイトル                            | 規格品番    | 収録曲         | 備考 |
| ------------- | ----------------------------------- | ----------- | -------------- | ---- |
| 2020年3月25日 | The Very Best of PIZZA OF DEATH III | CD：PZCA-89 | オーバーフロウ |      |

## タイアップ一覧
| 起用年 | 曲名       | タイアップ                                                                              |
| ------ | ---------- | --------------------------------------------------------------------------------------- |
| 2019年 | GIANTSTAMP | 中京テレビ系『オードリーさん、ぜひ会ってほしい人がいるんです。』8月度エンディングテーマ |
| 2019年 | GIANTSTAMP | 札幌テレビ『ジョシスタ あいく的』8月度オープニングテーマ                                |
| 2019年 | GIANTSTAMP | 福島中央テレビ『二畳半レコード』8月度エンディングテーマ                                 |
| 2019年 | GIANTSTAMP | テレビ金沢『花のテレ金ちゃん』8月度エンディングテーマ                                   |
| 2019年 | GIANTSTAMP | 熊本放送『SOUND STEADY』8月度エンディングテーマ                                         |
| 2019年 | think      | 熊本放送『MUSICガレージ』8月度エンディングテーマ                                        |
| 2020年 | 97.9hz     | 日本テレビ『日テレポシュレ』エンディングテーマ                                          |

## ヘビーローテーション/パワープレイ

### テレビ
| 起用年 | 曲名       | ヘビーローテーション/パワープレイ                             |
| ------ | ---------- | ------------------------------------------------------------- |
| 2019年 | GIANTSTAMP | 日本テレビ系『バズリズム02』あの人ランキング 8月度 POWER PLAY |
| 2019年 | GIANTSTAMP | スペースシャワーTV 8月度ミドルローテーション「it!」           |
| 2022年 | KARMA      | スペースシャワーTV 4月度ミドルローテーション「it!」           |

### ラジオ
| 起用年 | 曲名       | ラジオヘビーローテーション/パワープレイ  |
| ------ | ---------- | ---------------------------------------- |
| 2019年 | GIANTSTAMP | J-WAVE『SONAR MUSIC』8月度リコメンド     |
| 2019年 | GIANTSTAMP | FM福岡 GOW!!Monthly Hits 8月度リコメンド |
| 2019年 | GIANTSTAMP | FM石川 8月度パワープレイ                 |

## ミュージックビデオ
| 楽曲                                        | 監督           | 公開日         |        |
| ------------------------------------------- | -------------- | -------------- | ------ |
| Vanessa                                     | 高橋佑弥       | 2017年10月28日 | [ 21 ] |
| Betty                                       | 高橋佑弥       | 2017年10月28日 | [ 22 ] |
| ストラトキャスター・シーサイド              | アダチユウキ   | 2018年6月9日   | [ 23 ] |
| INVERSION                                   | アダチユウキ   | 2018年7月27日  | [ 24 ] |
| GIANTSTAMP                                  | アダチユウキ   | 2019年07月2日  | [ 25 ] |
| ストラトキャスター・シーサイド（Live Ver.） | 石土浩子       | 2019年12月24日 | [ 26 ] |
| 97.9hz                                      | 上山悠二       | 2020年1月7日   | [ 27 ] |
| もういい                                    | YADA DE BLANCO | 2021年1月20日  |        |
| HEY DUDE                                    | YADA DE BLANCO | 2022年1月19日  |        |
| KARMA                                       | YADA DE BLANCO | 2022年4月7日   |        |
| Shaky                                       | YADA DE BLANCO | 2022年7月6日   |        |
| トラベル・ザ・ギャラクシー                  | 高橋カズサ     | 2022年8月8日   |        |